# Готическая литература

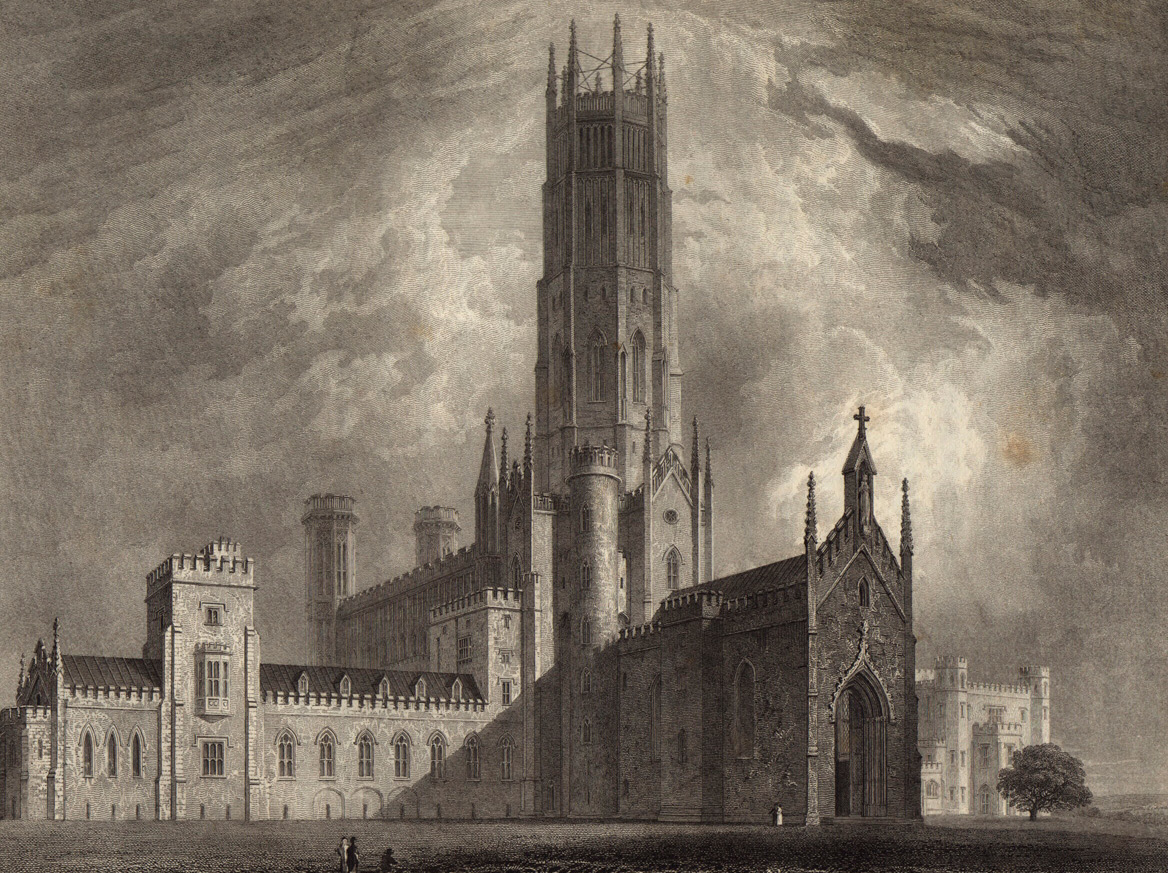
Фонтхиллское аббатство — резиденция в готическом вкусе, выстроенная Уильямом Бекфордом, автором повести «Ватек» (1787). Современники сравнивали её с декорациями готического романа

Готическая литература — жанр литературы, возникший во второй половине XVIII века и особенно характерный для раннего романтизма (предромантизма). Это произведения, основанные на приятном, эстетизированном ощущении ужаса читателя, романтический «чёрный роман» в прозе с элементами сверхъестественных «ужасов», таинственных приключений, фантастики и мистики (семейные проклятия и привидения). Развивался в основном в англоязычной литературе. На рубеже XVIII и XIX веков готический роман был наиболее читаемой книгопечатной продукцией как в Англии, так и в континентальной Европе.
Готическая литература — предтеча современной литературы ужасов и мистического жанра, она также повлияла на жанры детектива, фэнтези и научной фантастики. Готика закрепила в культуре многие из традиционных тропов, клише и образов, таких как вампиры. Многочисленные экранизации готической литературы породили готический кинематограф.

## Происхождение названия
Название жанра связано с архитектурным стилем готика. Действие таких романов часто разворачивается в старых готических замках. Однако, по предположению писательницы Маргарет Дрэббл, термин Gothic изначально употреблялся в значении «средневековый», как в подзаголовке романа «Замок Отранто», действие которого происходит в Средние века (Castle of Otranto, a Gothic Tale).

## Определение и основные особенности
Классическое определение жанра дал профессор Крис Болдик:
Для получения готического эффекта повествование должно сочетать жуткое ощущение наследственности во времени с чувством клаустрофобии, порождаемой замкнутостью в пространстве, — так, чтобы эти два измерения усиливали друг друга, создавая впечатление болезненного погружения в стихию распада.
Британский критик Теодор Уаттс-Дантон называл готику «ренессансом чудесного» в английской литературе. Но существовали и другие мнения: профессор Йельского университета Уильям Лайон Фелпс в своей работе «Начало английского романтизма» рассматривал готику как «синоним варварского, хаотичного и безвкусного». Описать такое явление, как готика, пытались многие исследователи — Монтегю Саммерс, Эдит Биркхэд, Эйно Райло, Эдмунд Бёрк, Девендра Варма. Чувственное обоснование готического стиля принадлежит Эдмунду Бёрку, выпустившему в 1757 году книгу «Философское исследование о происхождении наших идей возвышенного и прекрасного».
Сюжетообразующим в готической литературе является старинный замок или дом — выведенное за пределы бытовой реальности архитектурное сооружение, для которого характерны замкнутость, интенсивность и запутанность пространства и времени. По причине отделённости от законов привычной реальности пространство и время готической литературы обладают чертами ирреальности и непредсказуемости, события, связанные с готическим строением, таинственны и пугающи. К особенностям развёртывания времени относится власть прошлого, актуализующегося в настоящем. Благодаря этим особенностям готики основополагающим для неё является фантастический элемент. Готическая литература находится у истоков как научной фантастики, так и фэнтези, хоррора.
Согласно Кембриджскому справочнику по готической литературе, «готика играет с колеблющейся границей между земными законами устоявшейся реальности и вероятностью сверхъестественного <…>, разрабатывая возможность перехода этой границы <…> по крайней мере психологически, но — допустимо — и физически». Герой, сталкиваясь с такими необычными, неправдоподобными явлениями, как привидения, оборотни, дьявольские увещевания или монстры, существование которых нарушает известные законы природы, должен решать, существуют ли они как осязаемая реальность или же представляют собой плод его воображения либо следствие хитроумно наведенного морока. Ответ на этот вопрос предопределяет его дальнейшие действия, а нередко и судьбу.
Как результат столкновения с необычным и невозможности чётко атрибутировать его по отношению к реальности формируется другой не менее важный по сравнению с фантастическим элементом признак готики — страх, являющийся элементом общего настроя произведения. Конфликт между привычным опытом и надвигающимся сверхъестественным, отсутствие у героя уверенности в реальности происходящих событий, ощущение неизвестности, которая оказывается мучительней любой определённости, порождает очень важную для готической литературы напряжённость повествования и помогает раскрыть значимые для жанра стороны личности персонажа.
В готических произведениях действие часто происходит в исторические периоды, относящиеся уже к Новому времени, нередко в период времени, современный автору, но атмосфера является «средневековой», или, точнее, квазисредневековой, отмеченной «духом» Средневековья, что связано с присутствием в готическом сюжете не исторически реальных Средних веков, а специфически средневекового мировосприятия, в основе которого для литературной готики — искренняя вера средневекового человека в сверхъестественное религиозного толка, в основные доктрины христианства и их суеверную интерпретацию: фантастические проявления загробного мира, борьбы Бога и дьявола за души людей для средневекового человека были реальностью. Благодаря этому готический сюжет неизбежно окрашивался в «средневековые» тона. Как утверждает О. Ковачев, «готическая темпоральность имеет строго ориентированный вектор — неопределённое средневековое время, которое неизбежно обуславливает проявления сверхъестественного».
В результате такого сращения средневековости со сверхъестественным фантастическое в готическом сюжете приобретает особые качества: невероятным явлениям придаётся специфическая достоверность, обеспечивающая выявление иных сторон привычной действительности. В квазисредневековой среде необычное становится «обычным»: «От публики не потребуется слишком много наивности, чтобы, читая о судьбе своих предков, на время разделить их пламенную веру в чудеса», — отмечал Вальтер Скотт, характеризуя «верификацию» сверхъестественного в готическом сюжете. Эти особенности сверхъестественного, присущие готическому сюжету, способствуют усилению колебания на грани между вероятным и невероятным, так как вступают в конфликт с повседневным опытом читателя. Возникает контраст между представлениями читателя о «реальном» и «сюрреальной» репрезентацией «реальности» в произведении.
Для готической литературы характерен особый хронотоп — в основе поэтики литературной готики лежит описание старинного архитектурного сооружения с запутанной внутренней структурой и антибытовыми характеристиками. Временна́я капсула замкового хронотопа находится в особом времени, перенесенном из прошлого и обладающем иными законами (которые проявляются в опасной возможности перемещений во времени). Хронотоп замка обособлен как пространственно, так и во временно́м отношении. Оказаться в этом хронотопе означает переместиться в другое время, попасть в прошлое неизвестно на какую глубину. Перспектива такого перемещения добавляет замку загадочности и зловещести, является одним из средств создания фантастического эффекта.

## Классификация
Знаток жанра Монтегю Саммерс в книге «Сверхъестественный омнибус» выделяет следующие типы описываемых в литературе сверхъестественных явлений: потусторонние силы и посещение со злой целью, явление призрака и странная болезнь, загробные появления, живые мертвецы, возвращение из могилы, исполнение клятвы, неупокоенная душа, загадочное предначертание. Каждому из этих явлений отведена своя роль в сюжетной линии готического романа.
Английский исследователь Уолтер Фрай в своей книге «Влияние готической литературы на творчество Вальтера Скотта» утверждает, что именно Вальтер Скотт поднял жанр из небытия, и находит элементы готики во всех романах, выпущенных после «Уэверли».
В своей монографии «Готический поиск» Монтегю Саммерс проводит сравнение готического романа с классическим и выводит два ряда знаковой символики:
| Готика                           | Классика                                            |
| -------------------------------- | --------------------------------------------------- |
| Замок                            | Дом или особняк                                     |
| Пещера                           | Беседка                                             |
| Стон                             | Вздох                                               |
| Великан                          | Отец                                                |
| Окровавленный кинжал             | Веер                                                |
| Завывания ветра                  | Нежный бриз                                         |
| Рыцарь                           | Джентльмен без бакенбард                            |
| Леди, главная героиня            | Никаких изменений: женщина всегда остаётся женщиной |
| Удар шпагой                      | Убийственный взгляд                                 |
| Монах                            | Старый слуга                                        |
| Кости, черепа                    | Комплименты, сантименты                             |
| Свеча                            | Лампа                                               |
| Магическая книга с пятнами крови | Письмо, орошённое слезами                           |
| Загадочные голоса, шорохи        | Редко употребляемые слова                           |
| Таинственный обет                | Тонкий намёк на ухаживание                          |
| Скользнувшее привидение          | Адвокат или судья                                   |
| Ведьма                           | Старая экономка                                     |
| Рана                             | Поцелуй                                             |
| Полночное убийство               | Свадьба                                             |

Одна из первых серьёзных попыток разделить готический роман категориями ужаса принадлежит Эдит Биркхэд. В её монографии «История ужаса: Исследование готического романа» эта классификация выглядит следующим образом:
1. Готический роман (The Gothic Romance)
Представители: Хорэс Уолпол, Клара Рив, Анна Летиция Барбальд, Мэри Шелли, Марджори Боуэн
2. Роман напряжения и необъяснимой тревоги (The Novel of Suspense)
Представители: Анна Радклиф
3. Роман ужаса (The Novel of Terror)
Представители: Мэтью Грегори Льюис, Эрнст Теодор Амадей Гофман, Чарлз Мэтьюрин
4. Восточная повесть ужаса (The Oriental Tale of Terror)
Представители: Уильям Бекфорд
5. Сатира на роман ужаса (Satires on the Novel of Terror)
Представители: Джейн Остин, Томас Лав Пикок
6. Короткая повесть ужаса (The Short Tale of Terror)
Представители: лорд Бульвер-Литтон, Мэри Шелли.

Категорию ужасного Эдмунд Бёрк определяет следующим образом:
Чувство, которое вызывает в нас величие и возвышенность природы, властно завладевает нами и называется изумление (astonishment); и изумление есть такое состояние нашей души, в котором все её движения замирают в предчувствии ужаса (horror). Ни одно из чувств не может лишить наш мозг рассудочности и способности к действию в такой степени, в какой способен это сделать страх (fear).
Одна из следующих попыток классификации готических романов предпринята профессором Девендрой Вармой в его работе «Готическое пламя». Как пример соединения нескольких школ он приводит роман «Мельмот Скиталец», в котором обнаруживает признаки школы напряжения и необъяснимой тревоги и признаки школы ужаса. В этой книге Девендра Варма выделяет три школы готического романа:
1. Историческая готика (The Historical Gothic Tale) — Клара Рив, София Ли, Вальтер Скотт.
2. Школа напряжения и необъяснимой тревоги (The School of Terror) — Анна Радклиф.
3. Школа ужаса (или шауэр-романтик) (The School of Horror) — У. Годвин.

Многие исследователи сходятся на том, что к числу главных элементов готических романов относятся:
- замок либо какие-нибудь старинные развалины (пассивный элемент, вокруг которого разворачивается действие романа);
- готический злодей (активный элемент).

На рубеже XVIII—XIX веков получает развитие готическая драма, в которой основным элементом поэтики явились причудливые картины, воплощённые пластически с помощью уже развитой к тому времени театральной машинерии. Возможность материализации на сцене сверхъестественного с помощью достижений науки и техники задала импульс развития такой модификации готики XIX века, как «научная», или «техноготика». В «Франкенштейне» М. Шелли, «Странной истории доктора Джекила и мистера Хайда» Р. Л. Стивенсона, «Дракуле» Б. Стокера достижения науки оказываются ключевым элементом, обеспечивающим взаимодействие человека с необычным, зловещим. Готическая драма, демонстрируя на сцене иррациональные явления с помощью достижений человеческой деятельности по рациональному постижению явлений природы, легитимизировала чудесное, допускала его связь с научным мышлением. Благодаря готической драме зарождается импульс научной фантастики.

## Становление и развитие готической литературы в XVIII—XIX веках

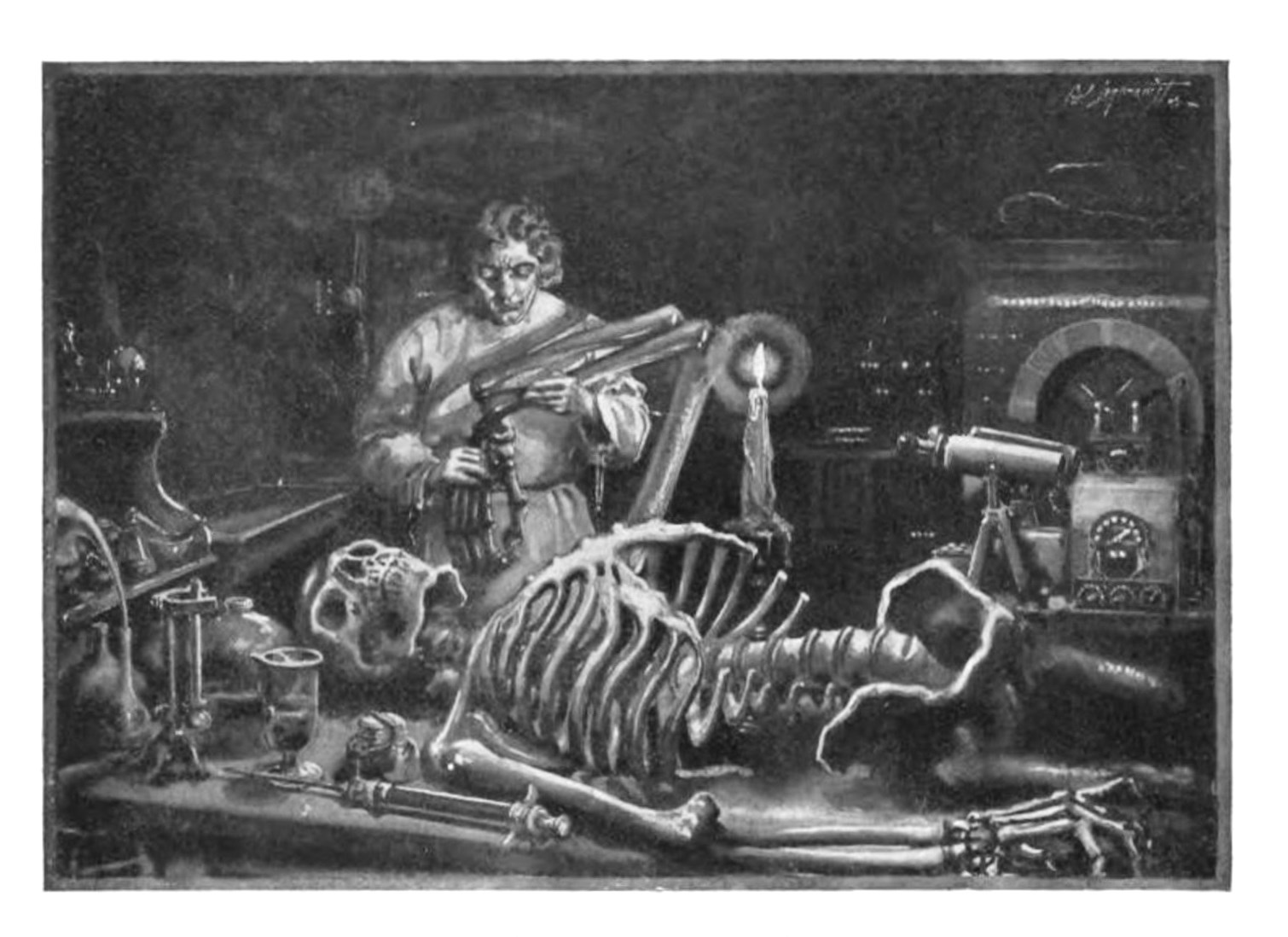
Иллюстрация к «Франкенштейну» Мэри Шелли

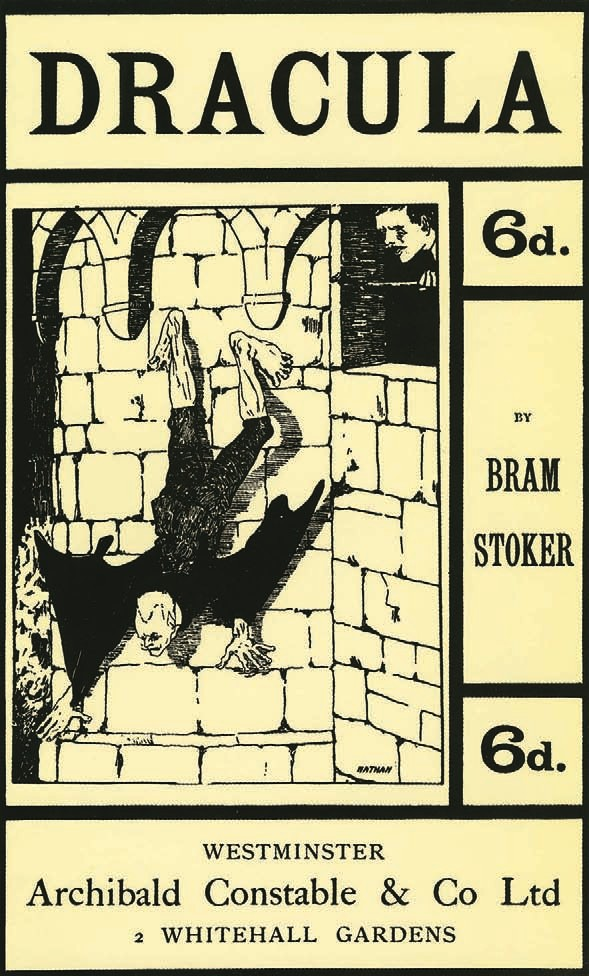
Обложка романа «Дракула» Брэма Стокера

Готический роман сложился на фоне интереса предромантиков XVIII века к рыцарской культуре с ориентацией на собственно рыцарский роман (особенно на такой его образец, как «Гибельный погост») и на роман барокко.
Основоположник стиля готического романа — Хорас Уолпол, выпустивший в 1764 году свой роман «Замок Отранто», назвав его готической историей. Шумный успех романа породил множество подражаний, прежде чем вышла повесть Клары Рив «Защитник добродетели» (во второй редакции получила название «Старый английский барон. Готическая история»). Следующим произведением, отмеченным критиками, явился небольшой рассказ Анны Летиции Барбальд «Сэр Бертранд». Исследователь Эдит Биркхэд пишет, что эта была попытка объединить две школы готического ужаса — готическую романтику и роман ужаса.
Следующей заметной фигурой в готическом романе стала София Ли со своим романом «Убежище», её романы заметно повлияли на творчество Анны Радклиф, которая известна такими произведениями, как «Сицилийский роман», «Роман в лесу», «Удольфские тайны». Роман «Монах» М. Г. Льюиса 1796 года эпатировал публику сценами сексуального насилия и инцеста. Вскоре выходит и роман, который высмеивает жанр ужаса, — «Нортенгерское аббатство» Джейн Остин.
Основные произведения созданы на рубеже XVIII и XIX веков. Протагонист каждого из них — демоническая, «байроническая» личность (романы «Франкенштейн, или Современный Прометей» Мэри Шелли, «Итальянец» А. Радклиф, «Мельмот Скиталец» Ч. Р. Метьюрина). Примером готического романа за пределами Англии могут служить «Эликсиры Сатаны», а также «Майорат» Э. Т. А. Гофмана (1817), действие которого происходит на территории тогдашней России (в посёлке Рыбачий будущей Калининградской области на Куршской косе).
Макабрические тенденции были характерны не только для прозы, но и для поэзии того времени. В 1797—1799 годы в моду входят «страшные» баллады о пришельцах с того света. В эти годы Гёте создаёт «Коринфскую невесту», Вальтер Скотт — «Гленфинлас» и «Иванов вечер» (переведённый на русский язык В. А. Жуковским), С. Т. Кольридж — «Кристабель» и «Сказание о старом мореходе».
В XIX—XX веках характерные для готической литературы особенности сюжета используются как в романах, так и в новеллах — в частности, в произведениях Эмили Бронте и Шарлотты Бронте, Э. Т.-А. Гофмана, Ч. Диккенса, Р. Л. Стивенсона, Э. По, Б. Стокера, О. Уайльда, Г. Джеймса. Брэм Стокер утвердил «вампирское» влияние на готические романы своим романом «Дракула», где наиболее детально и чётко, в соответствии с тогдашними представлениями, описывалась жизнь вампиров.
В России к авторам-предшественникам готической литературы относятся Антоний Погорельский (псевдоним Алексея Алексеевича Перовского), Орест Сомов, Алексей Стороженко, Александр Пушкин, Николай Алексеевич Полевой, Михаил Лермонтов и Александр Бестужев-Марлинский. Основополагающей является миниатюра А. С. Пушкина «Пир во время чумы».
К готическому жанру также относят стихотворения «Лила» Мещевского, «Ольга» Катенина, «Жених» Пушкина, «Могильщик» Плетнёва, поэму Лермонтова «Демон» (1829—1839).
Ключевой автор перехода от романтизма к реализму, Николай Васильевич Гоголь, также создал ряд произведений, которые можно отнести к готической литературе. В каждом из трёх его сборников рассказов есть ряд рассказов, относящихся к готическому жанру, и многие из них содержат готические элементы. Среди них «Вечер накануне Ивана Купала» и «Страшная месть» из «Вечеров на хуторе близ Диканьки» (1831—1832), «Портрет» из «Арабесок» (1835), «Вий» из сборника «Миргород» (1835). Однако творчество Гоголя отличается от западноевропейской готической фантастики, так как в нём присутствуют элементы, более близкие к литературе абсурда.

## Наследие в XX—XXI веках

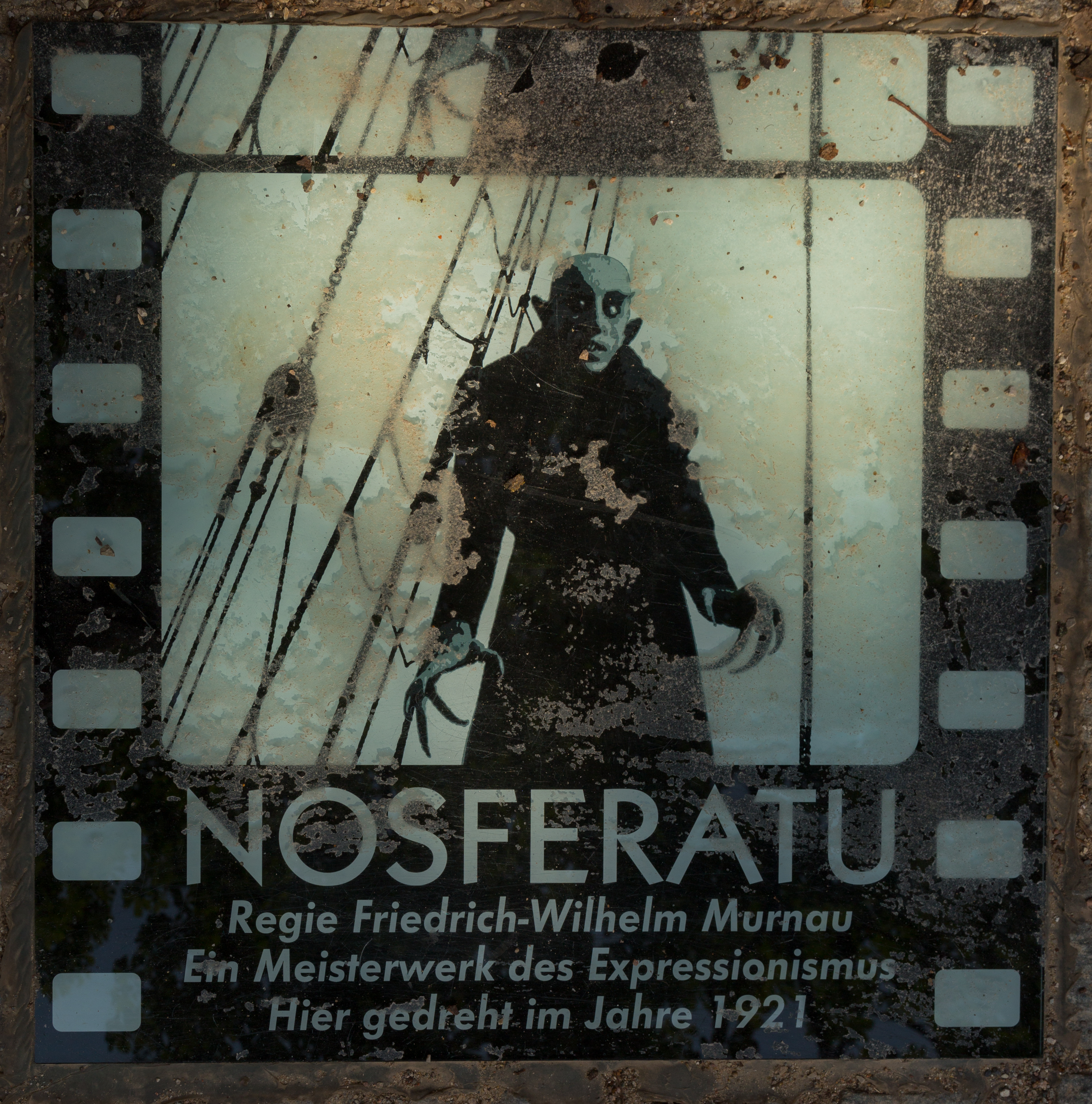
Плакат к картине «Носферату», одному из первых готических фильмов

В XX веке поклонники готической литературы заметно расширили её изначальное определение. Широкое распространение в XIX—XX веках получили различные сборники и антологии текстов в готической традиции (как, например, сборник рассказов Анны Лемойн «Дикие розы»). Подобные сборники положили начало недорогим изданиям формата chapbook.
Характерные для готической литературы элементы поэтики в тех или иных формах присутствуют в произведениях М. Булгакова, Г. Гарсиа Маркеса, М. Р. Джеймса, Ф. Кафки, Х. Кортасара, Г. Ф. Лавкрафта, Г. Майринка, А. Мёрдок, А. Роб-Грийе, У. Фолкнера, Дж. Фаулза, У. Эко.
В Америке от «готического» жанра отпочковалась «литература ужасов» (Блэквуд, Лавкрафт, Блох, Стивен Кинг). На стыке фэнтези и готики появился жанр тёмное фэнтези (Dark Fantasy). В южных штатах США традиции готической литературы продолжает южная готика, для которой, в отличие от других изводов жанра, характерен интерес к социальным и религиозным вопросам. Популярная в готике тема вампиров в XX веке выделилась в самостоятельное направление, постепенно превратившееся из готических ужасов в низкое фэнтези, порой с элементами любовного романа.
Многочисленные экранизации готических романов породили жанр фильмов ужасов, а впоследствии выделились в самостоятельный поджанр готического кино, уже не всегда основанного на литературных первоисточниках. Чаще всего экранизации подвергались «Дракула» и «Франкенштейн», превратившиеся в целые кинофраншизы. Яркими примерами готического кино стали серии фильмов студии Universal и студии Hammer, а также серия фильмов Роджера Кормана по мотивам произведений Эдгара По («Маска красной смерти» и др.). Более поздними примерами стали фильмы «Голод», «Сонная лощина», «Другие», «Суини Тодд», «Багровый пик». Для более поздних готических фильмов характерны деконструкции, постмодернистское обыгрывание и даже пародирование тропов и штампов классической готики (яркий пример — фильм «Тень вампира», деконструирующий «Носферату»).
Эстетика готических романов и кинематографа повлияла на музыку XX и XXI веков, в особенности в жанрах готик-рок, готик-метал, дарквейв, дум-метал, неоклассика. С готической литературой связано, среди прочего, творчество групп Bauhaus, Type O Negative, Cradle of Filth, Lacrimosa, XIII.století и других. В видеоиграх эстетика и темы готической литературы проявились в серии игр Castlevania, в Amnesia: The Dark Descent, Bloodborne и других.